# Thun-l'Évêque
Thun-l'Évêque è un comune francese di 637 abitanti situato nel dipartimento del Nord nella regione dell'Alta Francia.
Il territorio comunale ospita la confluenza del fiume Erclin nella Schelda.

## Società

### Evoluzione demografica
Abitanti censiti